# Sveti Jurij v Slovenskih goricah
Sveti Jurij v Slovenskih goricah  là một đô thị ở đông bắc Slovenia. Nó được lập vào năm 2006 khi nó tách ra khỏi đô thị Lenart. Nó nằm ở cuối phía tây của đồi Gorice Slovenske. Trung tâm hành chính của nó là ở Jurovski Dol. Khu vực này là một phần của khu vực truyền thống của Hạ Styria. Nó bây giờ là bao gồm trong khu vực thống kê Drava.
Đô thị này được tên của nó từ các nhà thờ giáo xứ địa phương trong Jurovski Dol, dành riêng cho Thánh George (tiếng Slovene: Sveti Jurij).